# إس. جورج ألسويرث
إس. جورج ألسويرث (بالإنجليزية: S. George Ellsworth)‏ هو مؤرخ أمريكي، ولد في 1916، وتوفي في 1997.